# Gens Púpia
La gens Púpia (en llatí: Pupia gens) va ser una gens romana d'origen plebeu.
Aquesta família no va arribar a exercir alts càrrecs a l'estat ni va tenir cap paper destacat en la vida política de Roma, llevat del cas de Marc Pupi Pisó Frugi Calpurnià, fill de Luci Calpurni Pisó Frugi, de la família dels Pisons, que va ser adoptat per un membre de la gens Púpia (probablement Marc Pupi), i que va ser cònsol romà l'any 61 aC. El seu fill, Marc Pupi Pisó Frugi, va assolir la pretura el 44 aC, però el fill d'aquest va ser adoptat per un membre dels Licini Cras i va abandonar el nom de la gens Púpia.